# Archidiecezja abidżańska
Archidiecezja abidżańska (łac. Archidiœcesis Abidianensis) – diecezja rzymskokatolicka w Wybrzeżu Kości Słoniowej. Powstała w 1895 jako prefektura apostolska Wybrzeża Kości Słoniowej. Wikariat apostolski od 1911 (w 1940 przemianowany na wikariat Abidżanu). Podniesiony do rangi archidiecezji metropolitalnej w 1955.

## Główne świątynie
- Katedra: Katedra Świętego Pawła w Abidżanie
- Krajowe sanktuarium: Sanktuarium Matki Bożej Afryki w Abidżanie

## Biskupi diecezjalni
- Prefekci apostolscy Wybrzeża Kości Słoniowej
  - Jules-Joseph Moury, S.M.A. (1910 – 1911)
- Wikariusze apostolscy Wybrzeża Kości Słoniowej
  - Jules-Joseph Moury, S.M.A. (1911 – 1935)
  - François Person, S.M.A. (1935 –1938)
  - Jean-Baptiste Boivin, S.M.A. (1939 – 1940)
- Wikariusze apostolscy Abidżanu
  - Jean-Baptiste Boivin, S.M.A. (1940 – 1955)
- Metropolici 
  - Jean-Baptiste Boivin, S.M.A (1955 – 1959)
  - kard. Bernard Yago (1960– 1994)
  - kard. Bernard Agré (1994–2006)
  - kard. Jean-Pierre Kutwa (2006–2024)
  - kard. Ignace Bessi Dogbo (od 2024)